# Dia Internacional do Leite
O Dia Internacional do Leite é um dia criado pela Organização das Nações Unidas para Alimentação e Agricultura para reconhecer a importância do leite como alimento global. Ele é celebrado todo dia 1 de junho desde 2001. O dia destina-se a proporcionar uma oportunidade para chamar a atenção para as atividades relacionadas com a indústria do leite.

## História
O Dia Internacional do Leite foi proposto pela FAO em 2001. O dia 1 de junho foi escolhido pois muitos países já comemoravam a data neste dia.